# Hans Werner Münstermann
Hans Werner Münstermann (* 19. Juni 1931 in Düsseldorf; † 4. November 2024 in Krefeld) war ein deutscher Eishockeyspieler. Der Stürmer – später auch Verteidiger – war deutscher Nationalspieler. Sein Bruder ist Harald Münstermann.

## Karriere
Hans Werner Münstermann stand bereits 1947 als Spieler im Kader des Krefelder EV und spielte dort von 1949 bis 1956 in der Oberliga, wo er im Kader der Deutschen Meistermannschaft 1952 stand.
Nach einer Pause 1956/57 spielte er nochmals von 1957 bis 1960 für den Krefelder EV. 1960 wechselte er von Krefeld zum Kölner EK, wo er bis 1964 spielte.
Münstermann verstarb im November 2024.

### International
Für die deutsche Nationalmannschaft lief Hans Werner Münstermann in mindestens 17 Spielen auf.

## Sonstiges
Nach dem Ende seiner Spielerkarriere war er Obmann beim Kölner EK bzw. Kölner EC.